# 奇切拉莱
奇切拉莱（義大利語：Cicerale），是意大利萨莱诺省的一个市镇。总面积41.12平方公里，人口1280人，人口密度31.1人/平方公里（2009年）。ISTAT代码为065042。